# Методика наставе математике
Методика наставе математике је наука о методама и видовима наставе математике у на свим нивоима образовања. Другим речима, методика наставе математике је наука о томе како предавати математику ученицима свих узраста од предшколског до универзитетског нивоа с циљем да се постигне најбољи успех.
Велики руски математичар Н. И. Лобачевски је придавао огромну улогу методи наставе математике, па је писао: „Најважније у математици, то је начин предавања“ (његов чланак „Предавање професорима математике у гимназијама“, Сабрана дела Лобачевског)
Централно место у методици наставе математике је изучавање најтежих и принципијелно важних тема и одељака курса математике у средњој школи, на пример:
1. функција - Мерански програм;
2. геометријска трансформација - Ерлагенски програм;
3. једначина и неједнакост;
4. идентичка трансформација (алгебра, тригонометрија, математичка анализа);
5. идеја развоја појма броја;
6. појам граничне вредности, из којег следе појмови: 
  - извод,
  - интеграл,
  - мерење геометријских величина: дужина, површина, запремина;
7. развијање способности просторног представљања и апстрактног размишљања код ученика;
8. питања политехничке спремности (култура рачунања, навике графичког представљања код ученика, питања примењене математике итд.);

1. развијање логичког мишљења код ученика.

Са методиком наставе математике су уско повезане педагогија, историја математике, математичка логика и сама математика.

## Оцењивање
Оцењивање је средство које служи за процењивање знања ученика и за уређивање и приказивање његовог успеха у учењу наставе математике.
Одлике доброг оцењивања у настави математике су:
- објективност
- благовременост
- јасноћа
- учесталост
- јасност
- разноврсност

Оцењивање има више функција:
- остварује воју функцију у односу на непосредне субјекте наставног рада и има психофизички ефекат на ученика,наставнике,родитеље ученика и на ширу друштвену средину;
- ученик преко оцене добија повратну информацију о постигнутим резултатима у учењу;
- за ученика,оцена је средство мотивације на учење;
- добра оцена ученика подстиче на још бољи рад,а слабија оцена указује ученику да треба нешто да промени у свом раду и учењу.

Знања,вештине,способности и вредносни ставови који ученик треба освојити након реализоване наставе једног предмета или на крају школовања описане су кроз образовне циљеве и исходе учења.
Добро организован предмет мора имати јасну везу између исхода учења и критеријума оцењивања.За пролазну оцену потребно је испунити очекиване исходе учења (друштвено прихватљиви ниво),а за највишу оцену потребно је испунити жељене исходе учења.
Исходи учења на нивоу предмета
Најчешће полазиште за дефинисање образовних циљева,исхода учења и задатака заснива се на Блумовој таксономији према којој се нивои постигнућа деле у три подручја:
- когнитивно(чињенично знање)
- психомоторичко(вештине)
- афективно(ставови и уверења).[1][2]